# Larrie Smith
Larrie Smith (* 8. August 1975) ist ein ehemaliger US-amerikanisch-luxemburgischer Basketballspieler.

## Werdegang
Der aus Nashville stammende Flügelspieler war in seiner Heimat als Student erst Spieler des Aquinas College, dann der Tennessee Tech University.
2001 wechselte Smith zum BBC Sparta Bertrange nach Luxemburg. Nach Einschätzung des Luxemburger Worts wurde er während seiner Zeit in Luxemburg „zu einem der besten ausländischen Spieler“, die jemals in der höchsten Liga des Großherzogtums tätig waren. 2005, 2007, 2008 und 2012 wurde Smith mit Sparta luxemburgischer Meister. Das Fachmedium Eurobasket.com zeichnete ihn in den Spieljahren 2006/07, 2007/08 und 2011/12 jeweils als besten Spieler der luxemburgischen Liga aus.
Nach dem Ende der Saison 2013/14, in der er sich aufgrund einer Verletzung einem Eingriff am Knie unterziehen musste, wurde Smith kein Platz mehr in Spartas Mannschaft angeboten. Er erhielt ein Angebot des BBC Etzella Ettelbrück, Bertrange verweigerte jedoch die Freigabe. In dieser Sache kam es zu einem Rechtsstreit. Ein Gericht gab dem BBC Etzella Recht, der Verwaltungsrat des luxemburgischen Basketballverbands erteilte Smith mit Hinweis auf das Regelwerk keine Spielberechtigung für den BBC Etzella.

### Nationalmannschaft
Als Mitglied der luxemburgischen Nationalmannschaft gewann Smith 2013 die Silbermedaille bei der Europameisterschaft der kleinen Staaten.